# 오스트리아 국민당
오스트리아 국민당(독일어: Österreichische Volkspartei 외스터라이히셰 볼크스 파르타이[*], ÖVP)은 오스트리아의 기독교 민주주의, 보수주의 정당이다. 오스트리아 사회민주당과 함께 오스트리아의 주요 정당중 하나로 자리잡고있다. 1950년대부터 현재까지 꾸준히 30% 이상의 지지를 받는 국민정당이지만, 진보적인 오스트리아의 사회의 영향으로 오스트리아 사회민주당에 밀려 2당을 차지하는 경우가 많았다. 그러나 2017년 총선에서 대승을 거두어 총리를 배출하였다. 오스트리아의 총리에 선출된 카를 네하머의 소속 정당이다. 현재 여당이자 최대 정당이다.
당색은 청록색 혹은 하늘색을 사용하고있다. 2016년까지는 검은색을 당색으로 사용했으나 제바스티안 쿠르츠가 당내 개혁을 실천한다는 의미로 색을 현재의 색으로 바꾸었다.

## 역사

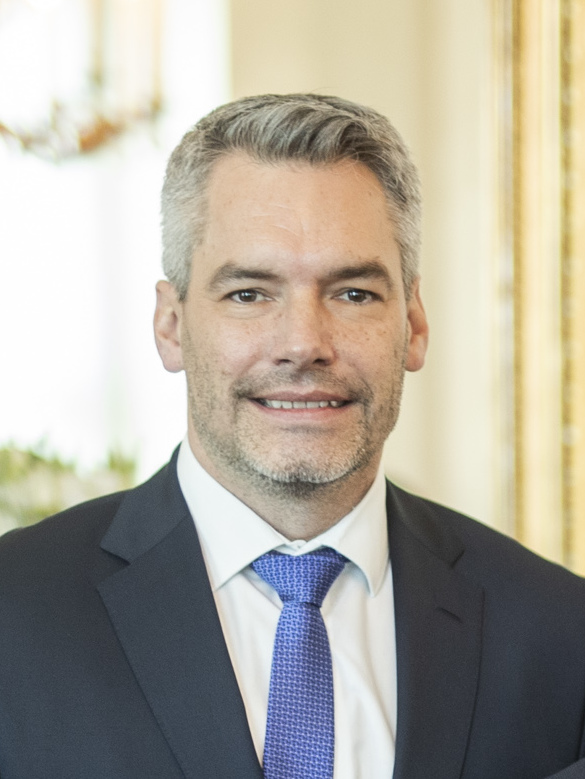
카를 네하머

2017년 총선에서 국민당은 11년 만에 1당에 올라섰다. 제바스티안 쿠르츠는 오스트리아 자유당과 연정을 맺고 내각을 구성했다. 이비자 사건으로 자유당이 위기에 몰리면서 치러진 2019년 총선에서 국민당은 기존보다 더 높은 득표율을 얻었다. 국민당은 녹색 - 녹색 대안과 연정을 구성했다.
2021년 12월에 쿠르츠는 여러 부패 혐의에 책임을 지고 정계 은퇴를 선언했다. 이와 동시에 알렉산더 샬렌베르크 총리도 자리에서 물러났다. 후임으로는 당 사무총장과 내무장관을 지낸 카를 네하머가 지명됐다. 현재는 의장인 카를 네하머가 오스트리아의 총리에 선출 되었다.

## 이념
주요 이념은 기독교민주주의와 보수주의, 자유주의가 있다. 독일 기독교민주연합과 같은 경제적으로는 중도적인 시장 개입을, 사회적으로는 우파적인 사회보수적 정책을 표방한다. 2017년 당수 제바스티안 쿠르츠가 선출된 이후 급격히 우경화되고있다는 평가가 나오기도 한다. 쿠르츠 당수의 선출 이후, 당은 신자유주의와 민족주의를 일정부분 받아들이고, 또 극우정당인 오스트리아 자유당과 연정하기도 하면서 전보다 더욱 우파에 가까워졌다.

## 역대 선거 결과

### 오스트리아 국민의회 선거
| 선거        | 합계            | 득표율 | 의석     | 집권여부         |
| ----------- | --------------- | ------ | -------- | ---------------- |
| 1945년 총선 | 1,602,227 (1위) | 49.8%  | 85 / 165 | ÖVP-SPÖ-KPÖ 다수 |
| 1949년 총선 | 1,846,581 (1위) | 44.0%  | 77 / 165 | ÖVP-SPÖ 다수     |
| 1953년 총선 | 1,781,777 (2위) | 41.3%  | 74 / 165 | SPÖ–ÖVP 다수     |
| 1956년 총선 | 1,999,986 (1위) | 46.0%  | 82 / 165 | ÖVP–SPÖ 다수     |
| 1959년 총선 | 1,928,043 (2위) | 44.2%  | 79 / 165 | ÖVP–SPÖ 다수     |
| 1962년 총선 | 2,024,501 (1위) | 45.4%  | 81 / 165 | ÖVP–SPÖ 다수     |
| 1966년 총선 | 2,191,109 (1위) | 48.3%  | 85 / 165 | ÖVP 다수         |
| 1970년 총선 | 2,051,012 (2위) | 44.7%  | 78 / 165 | 야당             |
| 1971년 총선 | 1,964,713 (2위) | 43.1%  | 80 / 183 | 야당             |
| 1975년 총선 | 1,981,291 (2위) | 42.9%  | 80 / 183 | 야당             |
| 1979년 총선 | 1,981,739 (2위) | 41.9%  | 77 / 183 | 야당             |
| 1983년 총선 | 2,097,808 (2위) | 43.2%  | 81 / 183 | 야당             |
| 1986년 총선 | 2,003,663 (2위) | 41.3%  | 77 / 183 | SPÖ–ÖVP 다수     |
| 1990년 총선 | 1,508,600 (2위) | 32.1%  | 60 / 183 | SPÖ–ÖVP 다수     |
| 1994년 총선 | 1,281,846 (2위) | 27.7%  | 52 / 183 | SPÖ–ÖVP 다수     |
| 1995년 총선 | 1,370,510 (2위) | 28.3%  | 52 / 183 | SPÖ–ÖVP 다수     |
| 1999년 총선 | 1,243,672 (3위) | 26.9%  | 52 / 183 | ÖVP–FPÖ 다수     |
| 2002년 총선 | 2,076,833 (1위) | 42.3%  | 79 / 183 | ÖVP–FPÖ 다수     |
| 2006년 총선 | 1,616,493 (2위) | 34.3%  | 66 / 183 | SPÖ–ÖVP 다수     |
| 2008년 총선 | 1,269,656 (2위) | 26.0%  | 51 / 183 | SPÖ–ÖVP 다수     |
| 2013년 총선 | 1,125,876 (2위) | 24.0%  | 47 / 183 | SPÖ–ÖVP 다수     |
| 2017년 총선 | 1,341,930 (1위) | 31.5%  | 62 / 183 | ÖVP–FPÖ 다수     |
| 2019년 총선 | 1,789,417 (1위) | 37.5%  | 71 / 183 | ÖVP–GRÜNE 다수   |

### 유럽 의회
| 선거        | 합계            | 득표율 | 의석   |
| ----------- | --------------- | ------ | ------ |
| 1996년 총선 | 1,124,921 (1위) | 29.7%  | 7 / 21 |
| 1999년 총선 | 859,175 (2위)   | 30.7%  | 7 / 21 |
| 2004년 총선 | 817,716 (2위)   | 32.7%  | 6 / 18 |
| 2009년 총선 | 858,921 (1위)   | 30.0%  | 6 / 17 |
| 2014년 총선 | 761,896 (1위)   | 27.0%  | 5 / 18 |
| 2019년 총선 | 1,305,954 (1위) | 34.6%  | 7 / 18 |